# Kabinett Lónyay

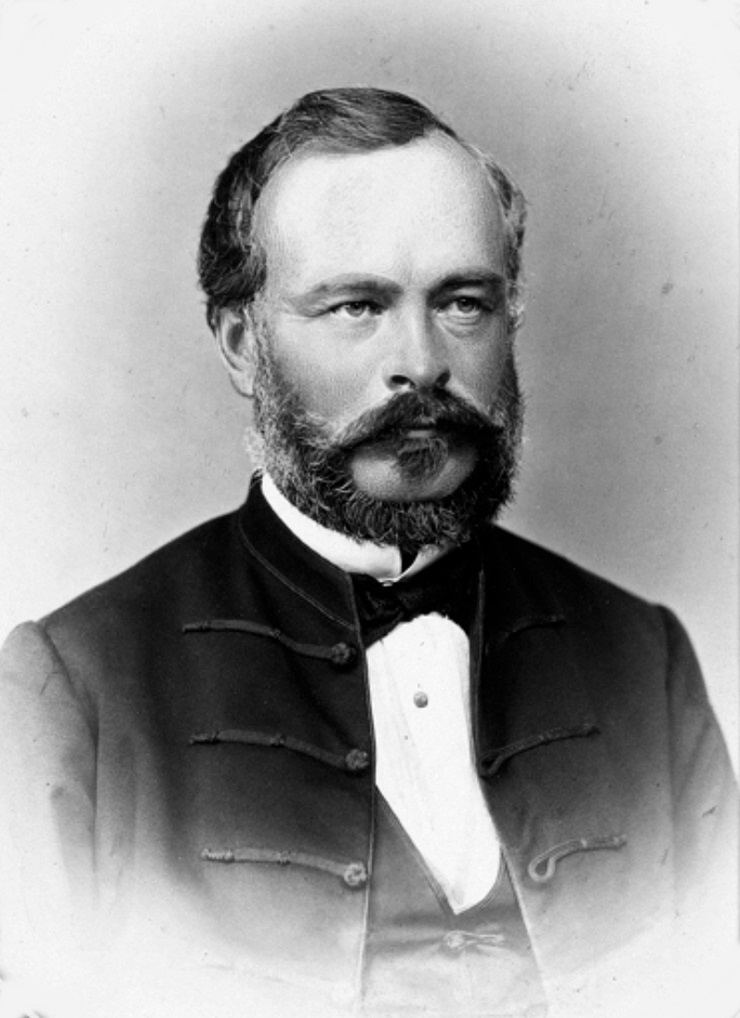
Menyhért Lónyay

Das Kabinett Lónyay war die Regierung des Königreichs Ungarn von 1871 bis 1872. Sie wurde vom ungarischen Ministerpräsidenten Menyhért Lónyay am 14. November 1871 gebildet und bestand bis 5. Dezember 1872.

## Minister
Parteien:
_ Deák Partei (Deák Párt)
_ parteilos
| Amt                                                   | Amtsträger | Amtsträger        | Beginn der Amtszeit | Ende der Amtszeit |
| ----------------------------------------------------- | ---------- | ----------------- | ------------------- | ----------------- |
| Ministerpräsident, Verteidigungsminister              |            | Menyhért Lónyay   | 14. November 1871   | 5. Dezember 1872  |
| Minister am Allerhöchsten Hoflager                    |            | Béla Wenckheim    | 14. November 1871   | 5. Dezember 1872  |
| Justizminister                                        |            | István Bittó      | 14. November 1871   | 4. September 1872 |
| Justizminister                                        |            | Tivadar Pauler    | 4. September 1872   | 5. Dezember 1872  |
| Minister für Cultus und öffentlichen Unterricht       |            | Tivadar Pauler    | 14. November 1871   | 4. September 1872 |
| Minister für Cultus und öffentlichen Unterricht       |            | Ágoston Trefort   | 4. September 1872   | 5. Dezember 1872  |
| Minister für öffentliche Arbeiten und Communicationen |            | Lajos Tisza       | 14. November 1871   | 5. Dezember 1872  |
| Minister für Ackerbau, Industrie und Handel           |            | József Szlávy     | 14. November 1871   | 5. Dezember 1872  |
| Finanzminister                                        |            | Károly Kerkapoly  | 14. November 1871   | 5. Dezember 1872  |
| Innenminister                                         |            | Vilmos Tóth       | 14. November 1871   | 5. Dezember 1872  |
| Kroatisch-slawonisch-dalmatinischer Minister          |            | Péter Pejacsevich | 14. November 1871   | 5. Dezember 1872  |